# Sextorsión
La sextorsión o extorsión sexual es una forma de superposición física y mental para extorsión y explotación sexual, en la cual una persona es inducida o chantajeada —generalmente por aplicaciones de mensajería por Internet— con una imagen o vídeo de sí misma desnuda o realizando actos sexuales, mediante sexting. 
Por lo general, los extorsionadores se comunican con las víctimas por medio de perfiles falsos en redes sociales bajo engaños de buenas intenciones. La víctima finalmente es coaccionada para tener relaciones sexuales con alguien, entregar más imágenes eróticas o pornográficas, dinero o alguna otra contrapartida, bajo la amenaza de difundir las imágenes originales si no accede a las exigencias del extorsionador. También es utilizado comúnmente como medida de chantaje para sacar del armario a personas LGBT que mantienen en reserva su verdadera orientación sexual.
Con la generalización de los teléfonos inteligentes, junto con el uso indebido de Internet y de las cámaras web —especialmente en menores de edad y adultos mayores con poco entendimiento de estos dispositivos—, han derivado en el aumento de este problema desde la década de 2010.

## Algunos de los primeros casos

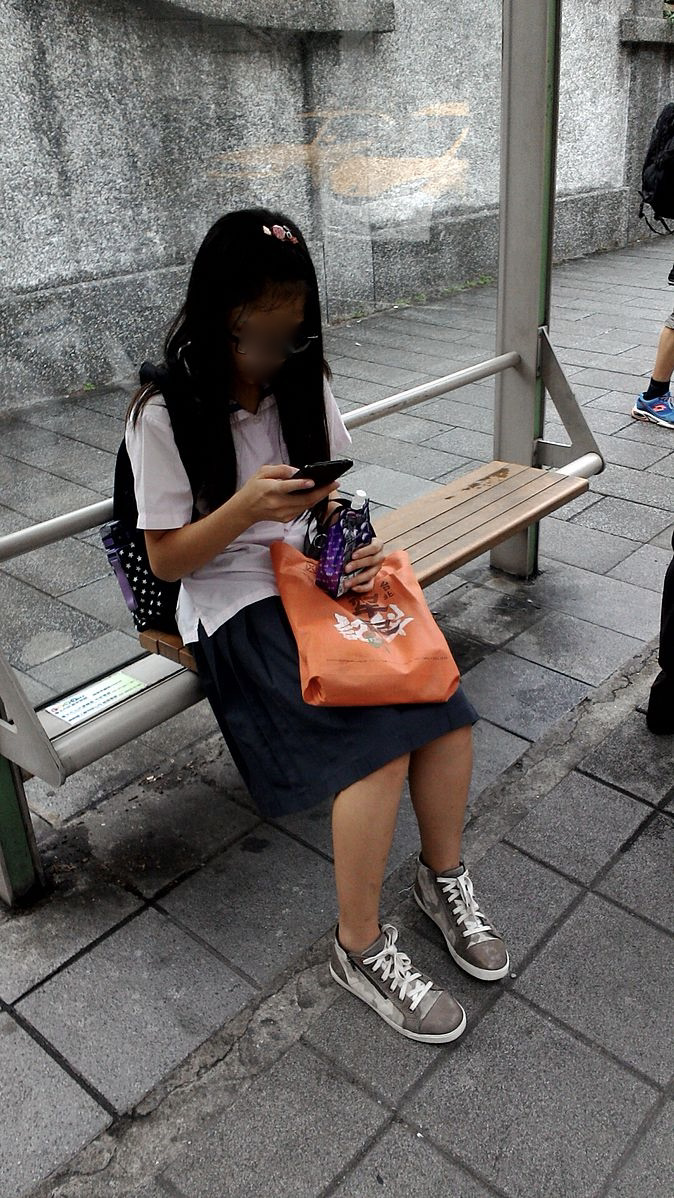
El chantaje se suele dar a través de páginas o sitios sociales de internet.

### España
- En mayo de 2010 la Policía Vasca detuvo a un joven de 24 años acusado de chantajear a una mujer que había conocido en un chat, amenazándola con difundir imágenes de ella desnuda que había logrado conseguir accediendo a su webcam.[3]

### Estados Unidos
- Roman Moyano de Buenos Aires fue condenado a 18 años de prisión en abril de 2010 tras haber enviado mensajes amenazantes en Facebook y MySpace para obtener fotografías de desnudos de más de 50 mujeres de tres Estados.[1]

- Anthony Stancl de Wisconsin, de 18 años, fue condenado a 15 años de prisión en febrero de 2010 tras haber fingido ser una chica en Facebook para engañar a compañeros de instituto de manera que le enviasen fotos de ellos desnudos por medio de sus teléfonos móviles, las cuales posteriormente él usaba para exigirles tener sexo con él.[1]

- Luis Mijangos de California, de 31 años, fue detenido en junio de 2010 acusado de extorsión por haber amenazado con difundir fotos de desnudos que había encontrado en ordenadores a los cuales había accedido ilegalmente. Solicitaba a las propietarias que posasen en vídeos sexuales más explícitos. 44 de sus víctimas tenían menos de 18 años.[1][4]

## La sextorsión en el Código Penal Español
La sextorsión es un ciberdelito que no está tipificado como tal en el Código Penal Español, pero las acciones relacionadas con el están incluidas en varios delitos, dependiendo de cada caso específico.
Se podría incurrir en delitos como: pornografía infantil, agresión sexual, descubrimiento y revelación de secretos, amenazas, extorsión, entre otros.

### La sextorsión como un delito contra la libertad o indemnidad sexual
La sextorsión es considerada un delito contra la libertad o la indemnidad sexual. Aunque no está específicamente mencionada en el Código Penal, ha sido reconocida por el Tribunal Supremo en la sentencia STS 377/2018 del 23 de julio de 2018.
En esta sentencia, se determinó que la sextorsión es un delito sexual que puede cometerse a través de internet, sin necesidad de contacto físico. Este fallo marcó un hito, ya que antes existían dudas sobre si un acto así podía considerarse delito sexual.

### La sextorsión como un delito de amenazas y coacciones
La sextorsión también puede configurarse como un delito de amenazas y coacciones. Esto ocurre cuando el agresor chantajea a la víctima, exigiéndole grandes cantidades de dinero bajo la amenaza de publicar imágenes o videos de contenido sexual en redes sociales u otras plataformas de internet.

## Impacto de la sextorsión en las mujeres
Es una forma de corrupción que afecta de manera desproporcionada a las mujeres y está profundamente vinculada a las desigualdades de género existentes en la sociedad. Este tipo de soborno convierte los favores sexuales en la moneda exigida para acceder a servicios básicos o derechos fundamentales, como atención médica, educación o trámites gubernamentales.

### América Latina y el Caribe
En América Latina y el Caribe, una de cada cinco personas ha enfrentado directamente sextorsión o conoce a alguien que ha vivido esta experiencia al intentar acceder a servicios públicos. Esta práctica no solo viola derechos fundamentales, sino que también perpetúa un sistema de desigualdad estructural que afecta particularmente a las mujeres, quienes, como principales cuidadoras de sus familias, dependen en mayor medida de los servicios públicos. Esto las coloca en una posición de mayor vulnerabilidad, ya que necesitan garantizar el acceso a recursos esenciales para el bienestar familiar.
El impacto de la sextorsión se magnifica aún más por su frecuencia percibida: el 71 % de las personas encuestadas en la región considera que esta práctica ocurre al menos de forma ocasional. Esto refleja un contexto alarmante donde el abuso de poder se normaliza y las mujeres enfrentan mayores barreras para denunciar debido al miedo a represalias, la falta de mecanismos accesibles y la percepción de que no se tomarán acciones efectivas.
La necesidad de intercambiar favores sexuales para obtener servicios que deberían ser garantizados por el Estado revela no solo un abuso de poder, sino también una manifestación directa de las desigualdades de género y los vacíos en la protección de derechos básicos. Este fenómeno no solo afecta a las víctimas de manera individual, sino que también impacta negativamente en el tejido social al perpetuar ciclos de abuso e impunidad.

## La Ley Olimpia
En este contexto, la experiencia mexicana con la Ley Olimpia se ha convertido en un referente importante para abordar este tipo de violencia, especialmente en lo que respecta a la violencia digital y la violación de la intimidad sexual.
Surge como respuesta a la difusión no autorizada de un video íntimo perteneciente a Olimpia Coral Melo, una mujer originaria de Puebla, México. Este hecho desencadenó una ola de indignación social y llevó a Olimpia a impulsar reformas al Código Penal estatal para tipificar como delito la violación a la intimidad a través de medios digitales. Desde su aprobación inicial, el 5 de noviembre de 2020, esta iniciativa se ha replicado en otros 17 estados de México, marcando un precedente en la lucha contra la violencia digital.